# أستراليون آسيويون
يشير مصطلح الأستراليون الآسيويون إلى الأستراليين الذين ينحدرون من أصول آسيوية، ويشمل ذلك حملة الجنسية الأسترالية من المهاجرين الذين جاؤوا من مناطق مختلفة في آسيا والمنحدرين من هؤلاء المهاجرين. بلغت نسبة السكان الذين عدوا أنفسهم آسيويين ما يناهز الـ17.4 بالمئة بحسب تعداد عام 2021. شكل المنحدرون من مناطق آسيا الجنوبية والوسطى نسبة 6.5 بالمئة، وبلغت نسبة الذين قدموا من شمال شرق آسيا 6.4 بالمئة، في حين بلغت نسبة الذين جاؤوا من جنوب شرق آسيا 4.5 بالمئة.
غالبًا ما ينحدر الأستراليون الآسيويون في الوقت الحاضر من خلفيات آسيوية مختلفة، بيد أن تماثلهم في الثقافة والعادات واللغة والدين يجعلهم مرتبطين ببعضهم البعض. ينشط الأستراليون الآسيويون في كافة أصعدة الثقافة والمجتمع الأستراليين، ويتمتعون بتمثيل في مجالات الإعلام والسياسة والرياضة وغيرها، وذلك على خلفية كونهم المجموعة الأسرع نموًا في البلاد. إذ تركوا بصمة كبيرة على المجتمع الأسترالي الحديث.

## الاصطلاح
استعمل الأستراليون الأوروبيون مصطلح «أسترالي آسيوي» بدءًا من خمسينيات القرن العشرين، وأرادوا منه تعزيز الأواصر الدبلوماسية والتجارية مع آسيا في ما يصب في صالح الجالية الأسترالية. لم يكن المصطلح يستعمل بالأصل بغرض وصف تجارب الأشخاص المنحدرين من أصول آسيوية ممن يعيشون في أستراليا. اعتمد الأستراليون الآسيويون مصطلح «أسترالي آسيوي» واستخدموه للإشارة إلى أنفسهم في سياق نقاشهم للقضايا المتعلقة بالقذف والتمييز العرقيين بحلول أواخر ثمانينيات وتسعينيات القرن العشرين. يعد مصطلح «أسترالي آسيوي» مقبولًا على نطاقٍ واسع في يومنا هذا، ويستعمل بهدف الإشارة إلى الأشخاص المنحدرين من أصول آسيوية ممن يحملون الجنسية الأسترالية أو يقيمون في أستراليا، غير أن استعمال المصطلح والمعاني الذي يحمله يتباين بين أعضاء الجالية الأسترالية الآسيوية. عادةً ما يقصد الأشخاص من استعمالهم لمصطلح «آسيويين» في محادثاتهم اليومية الإشارة إلى مجموعتين رئيسيتين: أولئك المنحدرين من دول شرق آسيا (ويشملون كلًا من الصينيين واليابانيين والكوريين والمنغوليين)، والمنحدرين من دول جنوب شرق آسيا والذين يشملون الأفراد المنحدرين من بلدان مثل الفلبين وكمبوديا وفيتنام ولاوس وإندونيسيا وتايلاند وسنغافورة. علاوةً على ذلك، غالبًا ما يضاف عليهم الأفراد المنحدرين من دول جنوب آسيا (ويشملون كلًا من الهنود والبنغلاديشيين والسريلانكيين والنيباليين والباكستانيين).
أعيد صياغة التعليمات في تعداد سنة 1966... وذلك في مسعى للحصول على بيانات دقيقة حول التركيبة العرقية، وأيضًا تفاديًا للازدراء المنوط بمصطلح «هجين»...
— تعداد سنة 1966 (1971) من تقرير «تعداد السكان: الخصائص المفردة. الجزء 11»، صفحة 7
لم يعد مكتب الإحصاء والتعداد الأسترالي يجمع البيانات العرقية كتصنيف قائم بذاته. وعوضًا عن ذلك فإنه يجمع معلومات الأصول المميزة إذ يحق للمستجيبين على التعداد اختيار ما يصل إلى أصلين. صنف مكتب الإحصاء الأسترالي في ملفه للتصنيف المعياري الأسترالي الخاص بالمجموعات الثقافية والإثنية الأصول المختلفة ضمن فئات محددة وذلك بغرض تجميع البيانات لتشمل الأصول الآتية:
- أصول من شمال شرق آسيا (وتشمل الصينيين والكوريين واليابانيين... إلخ)
- أصول من جنوب شرق آسيا (وتشمل الفيتناميين والفلبينيين والإندونيسيين... إلخ)
- أصول من جنوب ووسط آسيا (وتشمل الهنود والسريلانكيين والأفغان... إلخ)

يجدر الإشارة إلى أن الأستراليين المنحدرين من أصول شرق أوسطية لا يندرجون تحت التصنيف الآسيوي استنادًا على ملف التصنيف المعياري الأسترالي الخاص بالمجموعات الثقافية والإثنية، بل يندرجون تحت تصنيف المنحدرين من أصول شمال إفريقية وشرق أوسطية بصورة منفصلة. يضم هذا التصنيف الأستراليين المنحدرين من أصول عربية وتركية وإيرانية، ولكن يندرج الأرمن على سبيل المثال تحت تصنيف وسط آسيا، وبالتالي ينتمون إلى تصنيف المنحدرين من أصول آسيوية.

## جمع البيانات والتركيب السكاني

### لمحة عامة
تتولى الحكومة الأسترالية جمع بيانات الأصول المختلفة للأشخاص دون ذكر أعراقهم في كل تعداد سكاني. بلغت نسبة الأفراد الذين عدوا أنفسهم منحدرين من أصول آسيوية نحو 17.4 بالمئة بحسب ما جاء في تعداد عام 2021.

### التمثيل السياسي
يشكل أعضاء الأقليات ما نسبته 6 بالمئة تقريبًا في البرلمان الاتحادي. كان ناخبو حزب العمال وحزب الخضر يميلون أكثر للاتفاق مع تعرض الأستراليين الآسيويين للتمييز، ولكن وافقهم الرأي أكثر من ثلاثة أرباع الأشخاص الذين أبدوا رغبتهم التصويت للائتلاف الليبرالي/الوطني.

## مسائل اجتماعية وسياسية

### التمييز والعنف ضد الأستراليين الآسيويين
واجه الأستراليون الآسيويون صورًا من التمييز والعنف على أساس عرقهم وأثنيتهم. تعرض بعض الأستراليون السيخ للتمييز بسبب الخلط بين لباسهم الديني واللباس الديني الذي يرتديه العرب أو المسلمين، وخصوصًا عقب هجمات 11 سبتمبر.

### جائحة كوفيد-19
أدت جائحة كوفيد-19 إلى زيادة المشاعر المناوئة للآسيويين في أستراليا.

### الصور النمطية العرقية
هنالك عدد من الصور النمطية العرقية الموجودة تجاه الأستراليين الآسيويين. إذ ينظر بعض الأستراليون المنحدرون من أصول كلتية-إنجليزية إلى الأستراليين الآسيويين كـ«أجانب دائمين» ولا يعتبرونهم «أستراليين» بحق، وهي نظرة موجودة أيضًا في الدول الأخرى الناطقة بالإنجليزية على غرار كندا ونيوزيلندا والولايات المتحدة.

### الأقلية النموذجية
يشير مصطلح «الأقلية النموذجية» إلى الأقليات التي يُعتبر أن أفرادها أحرزوا مستويات أعلى من النجاح الاجتماعي الاقتصادي بالمقارنة مع النجاح الذي يحققه السكان بالمتوسط. غالبًا ما تطبق هذه الصورة النمطية في حالة الأستراليين الآسيويين على مجموعات عدة مثل الأستراليين الصينيين والأستراليين الهنود والأستراليين الكوريين. ينبغي ملاحظة أن الصورة النمطية المنوطة بالأقلية النموذجية ليست سوى تبسيط مفرط يغفل عن النظر إلى التنوع والتحديات الموجودة التي يتعرض لها الأفراد المنتمون إلى هذه المجموعات، وذلك دون إنكار ما حققه بعض أعضاء هذه المجموعات من نجاح على صعيد التعليم والمدخول.

### السقف الخيزراني
يستعمل مصطلح السقف الخيزراني لوصف العوائق التي تحول بين وصول الأستراليين الآسيويين إلى مناصب قيادية في مكان العمل. يعاني الأستراليون الآسيويون من ضعف التمثيل في المناصب التنفيذية العليا إلى حد كبير إذ لا تتجاوز نسبة أولئك الذين يشغلون مناصب مماثلة 4.9 بالمئة، وذلك على الرغم من أنهم يشكلون نسبة 9.3 بالمئة من القوة العاملة الأسترالية. غالبًا ما يعزى هذا التفاوت إلى التمييز والتحيز غير المقصود في مكان العمل.

### الفروقات بين الأستراليين الآسيويين
ثمة العديد من الفروقات الاجتماعية والاقتصادية الحاضرة بين الأستراليين الآسيويين. إذ تواجه بعض المجموعات الإثنية الآسيوية عددًا من التحديات، وذلك على الرغم من التمثيل الزائد الذي يحظى به الأستراليون الآسيويون في الكليات المرموقة والفصول الجامعية. فمثلًا يعاني الأستراليون الكمبوديون من تدني معدلات المؤهلات التعليمية التي يحملونها وارتفاع نسب مشاركتهم في المهن التي لا تتطلب تأهيلًا يذكر أو تحتاج تأهيلًا متوسطًا، وذلك بالمقارنة مع مجموع السكان الأستراليين. كذلك يعاني الأستراليون اللاوسيون من انخفاض نسب حملة المؤهلات الجامعية، وارتفاع معدلات البطالة في صفوفهم بالمقارنة مع مجموع السكان الأستراليين.
يعاني الأستراليون الفيتناميون من تراجع ضئيل في معدل مشاركتهم في القوة العاملة، فضلًا عن ارتفاع معدلات البطالة في ما بينهم بالمقارنة مع المتوسط الوطني. تاريخيًا، عانى الأستراليون الهمونغ من ارتفاع معدلات البطالة في ما بينهم وعملهم بنسب كبيرة في المصانع دون الحصول على تأهيل يذكر، ولكن شهد هذا الأمر تحسنًا إلى حد ما في السنوات الأخيرة. وبالمقابل، تمتع الأستراليون البنغلاديشيون بمستويات تعليمية أعلى ومشاركة أعلى في الوظائف الإدارية والمهنية والتجارية التي تتطلب تحصيلًا للخبرات بالمقارنة مع مجموع السكان الأستراليين.